# On Bullshit
On bullshit (Sobre la manipulació de la veritat) és un assaig del 1986, reeditat com a llibre l'any 2005, del filòsof estatunidenc Harry G. Frankfurt, que presenta una teoria sobre la mentida (bullshit en anglés, que pot traduir-se literalment com a 'merda de toro' i en un sentit figurat com a 'faula', 'bajanada' o 'falòrnia'); i defineix el concepte i analitza les aplicacions en el context de la comunicació. Harry G. Frankfurt determina que les mentides formen un discurs amb què es pretén persuadir, sense consideracions a la veritat. El mentider es preocupa per la veritat i intenta ocultar-la; mentre que a qui diu falòrnies no el preocupa si el que diuen és veritable o fals, sinó que més aviat es preocupa sols de si l'oïdor en queda o no convençut.
L'anàlisi filosòfica de Harry G. Frankfurt ha estat analitzada, criticada i adoptada per acadèmics des de la seua publicació.

## Història

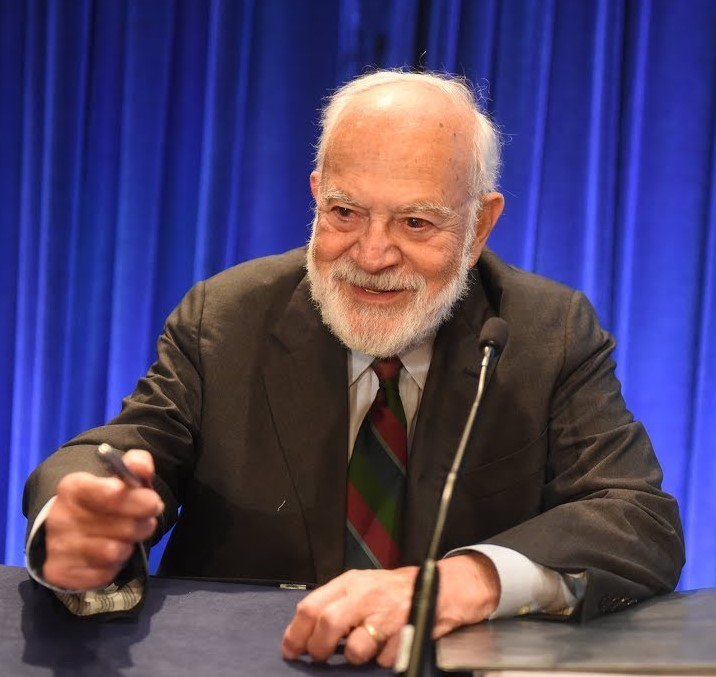
Harry G. Frankfurt el 2017

Harry G. Frankfurt publicà On Bullshit en la revista Raritan Quartely Review el 1986. Dènou anys més tard, l'assaig es publicava com a llibre al 2005, i es va fer popular entre els lectors llecs; va aparéixer durant 27 setmanes en la llista dels best-sellers de The New York Times i va ser discutit en el programa de televisió The Daily Show with Jon Stewart,  així com en una entrevista amb un representant de l'editorial, Princeton University Press. On Bullshit va servir de base per al següent llibre de Harry G. Frankfurt, On Truth (Sobre la veritat) del 2006.

## Resum
Harry G. Frankfurt fou un filòsof professional, format en filosofia analítica. Quan li van preguntar per què havia decidit centrar-se en la mentida, va explicar:
El respecte a la veritat i la preocupació per la veritat són uns dels fonaments de la civilització. Durant molt de temps em trastornava la manca de respecte a la veritat que veia... La mentida és una deformitat d'aquests valors.
On Bullshit tracta la seua preocupació i diferencia entre bullshitters i mentiders. Arriba a la conclusió que els bullshitters són més insidiosos: són més una amenaça contra la veritat que no pas els simples mentiders.
Harry G. Frankfurt caracteritza el bullshit ('xarlatanisme', 'faules') com una forma de falsedat diferent de la mentida. El mentider, segons H. G. Frankfurt, sap i es preocupa per la veritat, però deliberadament es proposa enganyar en lloc de dir la veritat. El productor de bullshit, però, no es preocupa pas per la veritat i només vol impressionar.
És impossible que algú mentisca, tret que crega que sap la veritat. Produir bullshit no requereix aquesta convicció. La persona que menteix respon a la veritat, i en aquest sentit hi és respectuosa. Quan parla una persona honesta, diu només el que creu que és veritat; per al mentider, és igualment indispensable que considere falses les seues afirmacions. Per al xarlatà (bullshitter), però, aquestes consideracions no importen: ell no està ni del costat de la veritat ni del costat de la mentida. La seua mirada no es posa pas en els fets (com ho està la de la persona honesta i la de la mentidera), excepte en la mesura en què puguen ser pertinents per a eixir-se'n amb la seua. No li importa si les coses que diu descriuen la realitat correctament. Simplement, les tria, o les inventa, per a satisfer el seu propòsit.

### Ximpleries i faules
Harry G. Frankfurt comença l'assaig sobre les faules (bullshit) amb una explicació i un examen del concepte de ximpleries (humbug) de Max Black. L'assaig de Black i el de Frankfurt són semblants. Tots dos se centren a entendre, definir i explicar els seus respectius conceptes i posar-ne exemples. 
Black suggereix diversos sinònims de humbug, com ara: balderdash ('ximpleries'), claptrap ('bajanada'), hokum ('faules'), drivel ('estupideses'), buncombe ('xarlatanisme'), imposture ('impostura'), quackery ('frau').
Harry G. Frankfurt se centra en la ximpleria, perquè pensa que és semblant a la faula, però el terme és més respectuós. H. G. Frankfurt fa servir el treball de Black sobre la ximpleria per a descompondre la seua descripció en factors definitoris: "tergiversació enganyosa", "que no aplega a ser una mentida", "tergiversació […] dels pensaments, sentiments o actituds d'algú", i "especialment per paraules o un fet pretensiós". L'anàlisi de H. G. Frankfurt li permet distingir entre la farsa i la mentida. La principal distinció és la intenció que les motiva. La intenció de la ximpleria és la tergiversació, mentre que la intenció de la faula és més extrema, la de colgar la veritat. Per a H. G. Frankfurt, la gent tendeix a dir faules a causa d'un altre motiu que podria ocultar alguna cosa. La comparança de la ximpleria amb la mentida actua com una introducció inicial a la faula. La ximpleria està molt relacionada amb la faula, però Harry G. Frankfurt pensa que és inadequada per a explicar-la.

### Mentides i faules
L'assaig de Harry G. Frankfurt se centra a definir i enraonar la diferència entre la mentida i la faula. La principal diferència entre els dos conceptes és la intenció i l'engany. Tant les persones que menteixen com les que diuen la veritat se centren en la veritat. El mentider vol allunyar la gent de descobrir la veritat, i la persona que diu la veritat vol presentar la veritat. El xarlatà (bullshitter), però, difereix tant dels mentiders com de les persones que diuen la veritat, pel seu menyspreu per la veritat. Harry G. Frankfurt explica com els xarlatans són diferents perquè no se centren en la veritat. Una persona que diu falòrnies no està interessada en si el que diu és veritable o fals, només en la idoneïtat per al seu objectiu. En l'assaig, Harry G. Frankfurt defineix "merda" (shit), "col·loqui" (bull session) i "toro" (bull). Ho fa d'una manera lexicogràfica que descompon el mot bullshit i n'examina cada component. Els seus components ressalten els termes corresponents que abasten el significat general del mot bullshit: 'inútil', 'insignificant' i 'sense sentit'.
Tot seguit, Harry G. Frankfurt se centra en el mot sencer i les seues implicacions i acceptació. En presenta un exemple: un consell donat a un xiquet per son pare, que anima a triar la faula en lloc de mentir quan siga possible. Harry G. Frankfurt indica dues raons per als nivells de conseqüències entre la faula i la mentida. Primerament, es considera que el mentider és enganyós o nociu per la intenció que acompanya l'acte. En segon lloc, la persona que inventa faules manca del tipus d'intenció característic del mentider. Produir faules no requereix coneixement de la veritat. El mentider evita intencionalment la veritat, i el mentider pot estar dient la veritat o donant elements de la veritat sense intenció de fer-ho. H. G. Frankfurt opina que les faules i la seua creixent acceptació són més nocives per a la societat que no els mentiders. Això ocorre perquè els mentiders consideren activament la veritat quan l'oculten, mentre que els taujans ignoren per complet la veritat. "La faula és més enemiga de la veritat que les mentides". Harry G. Frankfurt creu que, si és cert que les faules es poden tolerar millor, són molt més nocives.

### Auge de la faula
H. G. Frankfurt acaba l'assaig enraonant sobre l'auge de la faula. No argumenta pas que hi haja més falòrnies en la societat ara que en el passat. Explica que totes les formes de comunicació han augmentat, i això ha dut al fet que es vegen, lligen i escolten més faules. Afirma que l'expectativa social que els individus tinguen i expressen les seues opinions sobre tots els afers requereix més faules. Malgrat la manca de coneixement sobre un tema, per exemple, política, religió o art, hi ha l'expectativa de participar en la conversa i donar-hi una opinió. És probable que aquesta opinió siga una faula a vegades, ja que no es basa en fets i recerques. L'opinió està motivada per un menyspreu de la veritat amb el desig de semblar coneixedor o obstinat. Harry G. Frankfurt reconeix que la faula no sempre és intencional, però creu que, en acabant, es fa amb menyspreu i descuit de la veritat. Argumenta que aquest augment de la falòrnia és perillós, perquè accepta i permet un creixent menyspreu de la veritat.

## Acollida i crítiques
Les respostes al treball de Harry G. Frankfurt han estat molt variades. Des de la seua publicació, ha estat rebatut, adaptat, lloat i criticat. Ha rebut una acollida positiva per part de molts acadèmics; és considerat notable per alguns i la seua popularitat pública és evident.
La seua obra també ha rebut crítiques. Una de les principals ha estat que l'obra és massa simplista i estreta: que l'assaig no reconeix pas els molts factors dinàmics involucrats en la comunicació, o la naturalesa dinàmica de la veritat. Aquesta crítica també explica que l'estudi és limitat en la seua anàlisi d'altres motius i formes de mentida, a part d'un derivat de la manca d'interés per la veritat. Un crític assenyala que aquest estudi no esmenta, o descarta, la capacitat de l'audiència per a detectar falòrnies: que l'explicació de Harry G. Frankfurt sobre la faula presenta una descripció en què la faula passa desapercebuda o és fàcilment excusable per la seua audiència. Un altre crític remarca que aquesta obra no reescriu l'assaig original per a incloure un reconeixement o discussió de la crítica i donar compte de qualsevol dels nous desenvolupaments i idees dins de la psicologia i la filosofia per a la publicació d'aquest assaig.
Alguns comentaristes polítics han vist que la idea de bullshit de Harry G. Frankfurt proporciona idees sobre campanyes polítiques. Gerald Cohen, en Deeper into Bullshit, contrasta la mena de bullshit que H. G. Frankfurt descriu amb un altre tipus diferent: el discurs sense sentit presentat com si en tingués. Cohen remarca que aquest tipus de bullshit pot ser produït per accident o a propòsit. Mentre que alguns escriptors produeixen deliberadament bullshit, una persona pot també apuntar cap al sentit i produir absurd per error; o també una persona enganyada pot repetir el bullshit innocentment, sense intenció d'enganyar. Cohen hi posa l'exemple de l'article fals d'Alan Sokal Transgressing the Boundaries: Towards a Transformative Hermeneutics of Quàntum Gravity com una peça deliberada de bullshit. L'objectiu de Sokal en crear-lo, però, era mostrar que els editors "postmoderns" que acceptaren publicar el seu text no podien pas distingir l'absurd del sentit i, per tant, comportava que el seu camp mateix era bullshit.
Malgrat totes les crítiques, l'obra és popular i ha rebut una acollida positiva. L'antropòleg i anarquista David Graeber es refereix a l'assaig de H. G. Frankfurt en el seu llibre del 2018 Treballs de merda.